# Монослой
Моносло́й — единичный, плотно упакованный слой атомов либо молекул.

## Химия
Моносло́й Ленгмю́ра или нерастворимый монослой — это нерастворимый слой толщиной в одну молекулу органического материала, распространённый в водной фазе. Обычно для приготовления монослоёв Ленгмюра используются амфифильные материалы, которые достигают гидрофильной группы и гидрофобного хвоста. Начиная с 1980-х монослои Ленгмюра были получены из множества других материалов, включая макромолекулы, такие как полимеры. Монослои Ленгмюра широко изучаются для производства плёнок Ленгмюра-Блоджетт (LB-плёнки), которые формируются размещением монослоёв на твёрдых подложках.
Моносло́й Ги́ббса или растворимый монослой — это монослой, формируемый на смеси, которая растворяется в одной из фаз, разделяемых поверхностью, на которой формируется монослой.

### Время формирования
Время формирования монослоя — промежуток времени, который в среднем требуется на покрытие поверхности адсорбатом, к примеру кислородом. Если адсорбат имеет коэффициент прилипания равный 1 (то есть каждая молекула, которая достигает поверхности, осаждается на ней, а не отражается), то время формирования монослоя описывается формулой:
{\displaystyle t=3\times 10^{-4}/P}
где t — это время в секундах, а P — давление в паскалях. Для того, чтобы покрыть поверхность при давлении 300 µPa (2⋅10−6 тор) требуется всего одна секунда.

### Фазы монослоя и уравнения состояния
Монослой Ленгмюра может быть сжат или расширен путём изменения его области сдвигом барьера в сбалансированной плёнке Ленгмюра. Если поверхностное натяжение границы раздела измеряется путём сжатия, получается «изотерма сжатия». Эта изотерма демонстрирует изменение поверхностного давления ({\displaystyle \Pi =\gamma ^{o}-\gamma }, где {\displaystyle \gamma ^{o}} — поверхностное натяжение границы раздела перед формированием монослоя) на поверхности (обратная поверхностная концентрация {\displaystyle \Gamma ^{-1}}). Это является аналогичным трёхмёрному процессу, где давление изменяется в зависимости от объёма.
Разнообразие бипространственных фаз может быть обнаружено через разделение фазовыми переходами. В течение фазового перехода поверхностное натяжение не меняется, но изменяется площадь, так же как и в нормальных фазовых переходах изменяется объём, а давление остаётся постоянным.
Двумерные фазы, в порядке увеличения давления:
- Двумерный газ: существует несколько молекул, слабо взаимодействующих между собой; таким образом может быть использован аналог уравнения состояния для трёхмерных газов: закон идеального газа {\displaystyle \Pi A=RT}, где {\displaystyle A} — область одного моля. По мере увеличения давления необходимо применение более сложных уравнений (Ван-дер-ваальса, вириала…)
- Расширенные жидкости
- Сжатые жидкости
- Твёрдые тела

Если поверхность сократить ещё, то происходит коллапс, монослой разрушается и формируются растворимые агрегаты и мультислои.
Монослой Гиббса также может быть описан уравнениями состояния, которые могут быть получены из изотермы Гиббса.
- Для очень разбавленных растворов {\displaystyle \gamma =\gamma _{o}-mC},

через изотерму Гиббса достигается другая аналогия идеального газа {\displaystyle \Pi =\Gamma RT}
- Для более концентрированных растворов применяется изотерма Ленгмюра {\displaystyle \Gamma =\Gamma _{\max }{\frac {C}{a+C}}}, тогда {\displaystyle \Pi =\Gamma _{max}RT\left(1+{\frac {C}{a}}\right)}

## Биология
Монослои часто возникают в биологии. Мицелла является монослоем, а фосфолипид жидкого слоя клеточной мембраны технически является двумя монослоями.

### Клеточная структура
В клеточной культуре понятие монослоя обычно относят к слою клеток, в которых нет клеток, растущих поверх других, а все из них растут вплотную друг к другу и часто соприкасаются друг с другом на одной и той же поверхности роста.

## Моноатомный слой
Моноатомный слой — внешний слой поверхности конденсированной фазы на её границе с др. фазой или с вакуумом. Применяется в тех случаях, когда имеется выраженная поверхность, но нет фазы в термодинамическом понимании (тонкие плёнки, тела биол. природы, мембраны и пр.).
Моноатомный слой, как правило, является адсорбционным. Адсорбционный слой можно считать М.с. тем более строго, чем однороднее по составу и структуре адсорбат и адсорбент. Толщина различных моноатомных слоёв колеблется от межатомных расстояний до размеров адсорбиров. макромолекул (до ~103—104 А).

## Мономолекулярный слой
Мономолекулярный слой — слой толщиной в одну молекулу, образуется на границах раздела фаз в результате, например, адсорбции.